# 親松 (新潟市)
親松（おやまつ）は、新潟県新潟市中央区の町字。郵便番号は950-0952。

## 概要
1889年（明治22年）から現在の大字。信濃川下流右岸の自然堤防上に位置する。もとは江戸時代から1889年（明治22年）まであった親松新田の区域の一部。

### 隣接する町字
北から東回り順に、以下の町字と隣接する。
- 大島

※親松排水路を挟んで江南区太右エ門新田。信濃川を挟んで西区山田と隣接。

## 歴史
鳥屋野村の枝郷で、1560年（永禄元年）の開発とされるが、1620年（元和6年）の開発ともいわれる。1889年（明治22年）に鳥屋王村の大字となり、1923年（大正12年）まで親松新田と称した。
昭和40年代後半から人口が増加。1967年（昭和42年）に鳥屋野潟に集められた水を信濃川に排水する親松排水機場が完成。亀田郷の基幹排水機となっている。

### 年表
- 1889年（明治22年）4月1日 : 合併により鳥屋王村の大字となる。
- 1901年（明治34年）11月1日 : 鳥屋王村が改称し、鳥屋野村の大字となる。
- 1943年（昭和18年）5月3日 : 合併により新潟市の大字となる。
- 2007年（平成19年）4月1日 : 新潟市の政令指定都市移行により、中央区の大字となる。

## 世帯数と人口
2018年（平成30年）1月31日現在の世帯数と人口は以下の通りである。
| 大字 | 世帯数    | 人口    |
| ---- | --------- | ------- |
| 親松 | 1,030世帯 | 2,500人 |

## 小・中学校の学区
市立小・中学校に通う場合、学区は以下の通りとなる。
| 番地           | 小学校               | 中学校               |
| -------------- | -------------------- | -------------------- |
| 1～1000番地    | 新潟市立鳥屋野小学校 | 新潟市立上山中学校   |
| 1201～1207番地 | 新潟市立曽野木小学校 | 新潟市立曽野木中学校 |

- 親松1201～1207番地は、申請により鳥屋野小学校、上山中学校へ就学できる地域。